# 洛斯內瓦多斯峰
洛斯內瓦多斯峰（西班牙語：Pico Los Nevados），是委內瑞拉的山峰，位於該國西部梅里達州，屬於梅里達內華達山脈中庫拉塔山脈的一部分，毗鄰埃拉吉拉山，海拔高度4,700米。